# Elhan Kastrati
Elhan Kastrati (* 2. Februar 1997 in Kruma) ist ein albanischer Fußballspieler, der zurzeit bei Eintracht Braunschweig unter Vertrag steht. Er spielt auf der Position des Torwarts.

## Karriere

### Verein
Kastrati wurde 1997 in der Kleinstadt Kruma in Nordalbanien geboren. Seine Jugendkarriere begann er bei KF Teuta Durrës und durchlief dort alle Jugendstationen. Während der Saison 2012/13 stand Kastrati öfters im Profikader, wurde jedoch kein einziges Mal eingesetzt.
2014 zog es Kastrati nach Italien zu Angolana. Nach nur einem halben Jahr wechselte Kastrati zu Delfino Pescara in der Serie C. Dort spielte Kastrati in der Jugendmannschaft. Im Jahr 2016 folgte eine Leihe zu Piacenza, wo er grundsätzlich als zweiter Tormann geplant war. Sein Debüt feierte Kastrati gegen den AC Prato im vorletzten Spiel, bevor seine Leihvertrag einen Monat später aufgelöst wurde. Im Frühjahr 2017 wechselte Kastrati leihweise zu seinem Jugendklub KF Teuta Durrës. Zur Saison 2018/19 kehrte Kastrati nach 26 Einsätzen beim albanischen Erstligisten zu Delfino Pescara zurück. Kastrati war auch hier als ein zweiter Tormann geplant. In der Saison 2019/20 etablierte sich Kastrati zum Stammspieler und absolvierte insgesamt 15 Spiele.
Im Jänner 2020 wechselte Kastrati zum Ligakonkurrenten Trapani Calcio. In einem halben Jahr absolvierte Kastrati zwei Spiele.
Im Oktober 2020 wechselte Kastrati zum italienischen Zweitligisten AC Cittadella.
Im August 2025 wechselte er zu Eintracht Braunschweig.

### Nationalmannschaft
Kastrati spielte bis zum Jahr 2018 für alle Junioren-Mannschaften der albanischen Nationalmannschaft. Die meisten Spiele absolvierte Kastrati für die U-21-Auswahl mit 16 Spielen und für die U-17-Nationalmannschaft von Albanien mit elf Partien.
Im Juni 2022 debütierte Kastrati für die A-Nationalmannschaft von Albanien: Im Freundschaftsspiel gegen Estland wurde er in der zweiten Hälfte für Gentian Selmani eingewechselt.